# Сверхпроводник
Сверхпроводник — материал, электрическое сопротивление которого при понижении температуры до некоторой величины Tc становится равным нулю (сверхпроводимость). При этом говорят, что материал приобретает «сверхпроводящие свойства» или переходит в «сверхпроводящее состояние».
В настоящее время проводятся исследования в области сверхпроводимости с целью повышения температуры Tc (высокотемпературная сверхпроводимость).

## История
В 1911 году голландский физик Камерлинг-Оннес обнаружил, что при охлаждении ртути в жидком гелии её сопротивление сначала меняется постепенно, а затем при температуре 4,1 К резко падает до нуля.
Сверхпроводник наименьшего размера был создан в 2010 году на основе органического сверхпроводника (BETS)2GaCl4, где аббревиатура «BETS» означает бисэтилендитиотетраселенафульвален. Созданный сверхпроводник состоит всего из четырёх пар молекул этого вещества при общей длине образца порядка 3,76 нм.

## Свойства сверхпроводников
В зависимости от свойств сверхпроводники делят на три группы:
- Сверхпроводники I рода;
- сверхпроводники 1.5 рода[англ.];
- сверхпроводники II (второго) рода.

### Фазовый переход в сверхпроводящее состояние
Переход вещества в сверхпроводящее состояние сопровождается изменением его тепловых свойств. Однако, это изменение зависит от рода рассматриваемых сверхпроводников. Так, для сверхпроводников Ι рода в отсутствие магнитного поля теплота перехода (поглощения или выделения) из сверхпроводящего состояния в обычное равна нулю, а следовательно терпит скачок теплоёмкость, что характерно для фазового перехода ΙΙ рода.

### Эффект Мейснера
Даже более важным свойством сверхпроводника, чем нулевое электрическое сопротивление, является так называемый эффект Мейснера, заключающийся в выталкивании сверхпроводником магнитного потока. Из экспериментального наблюдения данного факта делается вывод о существовании незатухающих токов около поверхности сверхпроводника, которые создают внутреннее магнитное поле, противоположно направленное внешнему, приложенному магнитному полю и компенсирующее его.

## Таблица сверхпроводников
В представленной ниже таблице перечислены некоторые сверхпроводники и характерные для них величины критической температуры (Tc) и предельного магнитного поля (Bc).
| Название материала                     | Критическая температура {\displaystyle T_{c}}, К | Критическое поле {\displaystyle B_{c}}, Тл | Год опубликования обнаружения сверхпроводимости |
| Сверхпроводники I рода                 | Сверхпроводники I рода                           | Сверхпроводники I рода                     | Сверхпроводники I рода                          |
| -------------------------------------- | ------------------------------------------------ | ------------------------------------------ | ----------------------------------------------- |
| Pb (свинец)                            | 7,26                                             | 0,08                                       | 1913                                            |
| Sn (олово)                             | 3,69                                             | 0,031                                      | 1913                                            |
| Ta (тантал)                            | 4,38                                             | 0,083                                      | 1928                                            |
| Al (алюминий)                          | 1,18                                             | 0,01                                       | 1933                                            |
| Zn (цинк)                              | 0,88                                             | 0,0053                                     |                                                 |
| W (вольфрам)                           | 0,01                                             | 0,0001                                     |                                                 |
| Сверхпроводники 1.5 рода               |                                                  |                                            |                                                 |
| Ведутся поиски по теоретической модели |                                                  |                                            |                                                 |
| Сверхпроводники II рода                |                                                  |                                            |                                                 |
| Nb (ниобий)                            | 9,20                                             | 0,4                                        | 1930                                            |
| V3Ga                                   | 14,5                                             | >35                                        |                                                 |
| Nb3Sn                                  | 18,0                                             | >25                                        |                                                 |
| (Nb3Al)4Ge                             | 20,0                                             |                                            |                                                 |
| Nb3Ge                                  | 23                                               |                                            |                                                 |
| GeTe                                   | 0,17                                             | 0,013                                      |                                                 |
| SrTiO3                                 | 0,2—0,4                                          | >60                                        |                                                 |
| MgB2 (диборид магния)                  | 39                                               | ?                                          | 2001                                            |
| H2S (сероводород)                      | 203                                              | 72                                         | 2015                                            |

## Применение
- Квантовый компьютер использует кубиты, основанные на сверхпроводниках.
- Сверхпроводники также используют для создания мощного магнитного поля, к примеру ITER (International Thermonuclear Experimental Reactor; Международный экспериментальный термоядерный реактор), в котором сверхпроводники, создавая магнитное поле, удерживают высокотемпературную плазму, не давая ей контактировать со стенками реактора.
- Сверхпроводники используются в ЯМР-томографах (ЯМР — ядерный магнитный резонанс).
- Сверхпроводники используются в сверхмощных турбогенераторах КГТ-20 и КГТ-1000  на основе сверхпроводимости   [7], [8], и при разработке сверхпроводящих электрических машин. [англ.яз]
- Сверхпроводники используются в соленоидах сверхпроводящих магнитов.
- Сверхпроводники используются для изготовления сверхпроводящих проводов.